# Акустика (альбом «Ва-Банка»)
«Акустика» — сборник русской рок-группы «Ва-Банкъ», сыгранных в акустическом варианте, изданный в 2002 году. Практически полностью составлен из песен двух альбомов группы – «На кухне» 1992 года и «Живи, живое!» 1995-го. Для записи кроме акустической гитары использовались клавиши, скрипка, баян и труба.

## Список композиций
| №   | Название                             | Оригинальный альбом   | Длительность |
| --- | ------------------------------------ | --------------------- | ------------ |
| 1.  | «Ваня»                               | «На кухне» (1992)     | 1:53         |
| 2.  | «Провокация»                         | «На кухне» (1992)     | 3:13         |
| 3.  | «Пьяная песня»                       | «На кухне» (1992)     | 5:33         |
| 4.  | «Досуги-буги»                        | «На кухне» (1992)     | 2:44         |
| 5.  | «Сказки»                             | «Живи, живое!» (1995) | 3:27         |
| 6.  | «Император Хирото»                   | «На кухне» (1992)     | 2:59         |
| 7.  | «Эльдорадо»                          | «Живи, живое!» (1995) | 3:11         |
| 8.  | «Друг»                               | «На кухне» (1992)     | 5:05         |
| 9.  | «Сашенька»                           | «На кухне» (1992)     | 4:55         |
| 10. | «Чубчик»                             | «Живи, живое!» (1995) | 3:20         |
| 11. | «Чёрное знамя»                       | «На кухне» (1992)     | 3:54         |
| 12. | «Кислое вино»                        | «Живи, живое!» (1995) | 3:17         |
| 13. | «Сигаретный блюз»                    | «На кухне» (1992)     | 5:40         |
| 14. | «Аргентина»                          | «Живи, живое!» (1995) | 2:23         |
| 15. | «Колыбельная для Люсьен»             | «Живи, живое!» (1995) | 5:34         |
| 16. | «Зверь»                              | «Живи, живое!» (1995) | 4:09         |
| 17. | «До свидания, друг мой, до свидания» | «На кухне» (1992)     | 1:57         |